# Chablisea imbiba
Chablisea imbiba là một loài tò vò trong họ Ichneumonidae.